# پایگاه هوایی آبی نورمن ولز
پایگاه هوایی آبی نورمن ولز (به انگلیسی: Norman Wells Water Aerodrome) یک فرودگاه خصوصی است که یک باند فرود آب دارد. این فرودگاه در کشور کانادا قرار دارد و در ارتفاع ۶۱ متری از سطح دریا واقع شده است.